# Carl Friedrich August Koch
Carl Friedrich August Koch (* 7. September 1820 in Leimbach; † 4. Januar 1890 in Magdeburg) war deutscher Jurist und Versicherungsunternehmer.

## Leben
Koch wurde 1820 als erster Sohn des Silberbrenners Ernst Friedrich Koch auf der Silberhütte zu Leimbach geboren.
Er besuchte von 1831 bis 1833 die Lateinschule im Kloster Donndorf, wechselte dann aufs Königliche Gymnasium nach Eisleben, wo er 1838 das Abitur ablegte. Von 1838 bis 1841 studierte Koch Jura in Halle, bevor er im Oktober 1841 mit dem 1. Examen nach Eisleben zurückkehrte und dort als Auskultator beim Land- und Stadtgericht eintrat. Im Februar 1843 ging er nach Berlin, um am Kammergericht das zweite Examen abzulegen und danach ab Juni 1843 für weitere zehn Monate am Stadtgericht in Eisleben zu arbeiten. Durch eine kurze schwere Krankheit verhindert konnte er erst 1845 an das Oberlandesgericht nach Naumburg wechseln, um Anfang 1847 seine Ausbildung mit dem Assessorexamen zu beenden.
Im Mai 1847 heiratete er in Eisleben Therese Doerk, die Tochter des Land- und Stadtgerichtsdirektors Eduard Moritz Doerk.
Nach kurzer Station in Stendal ging die Familie nach Hettstedt. Im Rahmen der politischen Unruhen 1848 trat Koch am 1. Juli 1848 als Mitglied dem Hettstedter Volksverein bei, dessen Vorsitz er am 25. Juli übernahm. Im März 1849 wurde er wegen Erregung von Aufruhr in zweiter Instanz zu einjähriger Festungshaft verurteilt, die er am 21. Oktober 1850 auf der Zitadelle Magdeburg antrat. Nach der Haft und kurzer Tätigkeit in Weißensee siedelte die Familie schließlich 1854 endgültig nach Magdeburg über.
Koch hatte sich 1854 auf die Stelle des Bevollmächtigten, der von Johann Christian Friedrich Knoblauch gegründeten Magdeburger Hagelversicherungs-Gesellschaft beworben und diese erhalten. 1858 wurde er dann Generaldirektor dieser Gesellschaft und als solcher in den Verwaltungsrat der Magdeburger Feuerversicherungs-Gesellschaft berufen, ebenso in den der Rückversicherungsgesellschaft der Hamburg-Magdeburger und des Magdeburger Bankvereins.
1872 begründete er die Magdeburger Allgemeine Versicherungs-AG (Wilhelma), deren erster Generaldirektor er wurde.
Koch starb 1890 in Magdeburg.
Sein Schwiegersohn Ferdinand Hahn übernahm nach Kochs Tod die Generaldirektion der Magdeburger Allgemeinen Versicherungs-AG und der Magdeburger Hagelversicherungs-Gesellschaft.